# Fidena lissorhina
Fidena lissorhina är en tvåvingeart som beskrevs av Gorayeb och David Fairchild 1987. Fidena lissorhina ingår i släktet Fidena och familjen bromsar. Inga underarter finns listade i Catalogue of Life.